# Кадо ап Геррен
Кадо ап Геррен (корн. Cado ap Gerren; около 482—537?) — король Думнонии (508—537?).

## Биография
Кадо был сыном короля Думнонии Геррена ап Эрбина. В 508 году его отец погиб в битве с саксами, и он сам стал правителем Думнонии. Главной цитаделью Кадо был замок Форт-Кадо на холме в Южном Кэдберри.
Когда умер Кадо точно неизвестно. Предполагается, что это произошло около 537 года. Он был похоронен на холме Кондолден близ Камелфорда в Корнуолле. Королём Думнонии стал Константин.
В преданиях о короле Артуре он выведен под именем «сэр Кадор, граф Корнуолла».